# Nebalia
Nebalia – rodzaj cienkopancerzowców z rodziny Nebaliidae.
Rodzaj utworzony w 1814 roku przez Williama Elforda Leach. Gatunkiem typowym jest Cancer biceps.
Skorupiaki z dwuklapkowym karapaksem. Na rostrum mają kil krótszy od flanki i zwykle nie mają tam kolca przedkońcowego. Oczy są dość wypukłe grzbietowo, krótsze od rostrum, pozbawione ząbków. W czułkach drugiej pary człony trzeci i czwarty zrośnięte, a drugi najczęściej z grzbietowym kolcem. Głaszczek żuwaczek o zwężonym ku szczytowi trzecim członie. Wyrostek molarny silnie rozwinięty. Większość gatunków ma egzopodit drugiej pary szczęk co najmniej w połowie tak długi jak jej endopodit. Budowa drugiego endytu szczęk pierwszej pary złożona. Odnóża tułowiowe odznaczają się dużymi epipoditami i egzopoditami bez płatków proksymalnych. Jednoczłonowe odnóża odwłokowye szóstej pary są krótsze niż piątej.
Należy tu 36 opisanych gatunków:
- Nebalia abyssicola Ledoyer, 1997
- Nebalia antarctica Dahl, 1990
- Nebalia biarticulata Ledoyer, 1997
- Nebalia bipes (Fabricius, 1780) – przejściówka różnonoga[3]
- Nebalia borealis Dahl, 1985
- Nebalia brucei Olesen, 1999
- Nebalia cannoni Dahl, 1990
- Nebalia capensis Barnard, 1914
- Nebalia clausi Dahl, 1985
- Nebalia dahli Kazmi et Tirmizi, 1989
- Nebalia daytoni Vetter, 1996
- Nebalia deborahae Bochert et Zettler, 2012
- Nebalia dolsandoensis Song et Min, 2016
- Nebalia falklandensis Dahl, 1990
- Nebalia geoffroyi Milne-Edwards, 1928
- Nebalia gerkenae Haney et Martin, 2000
- Nebalia herbstii Leach, 1814
- Nebalia hessleri Martin, Vetter et Cash-Clark, 1996
- Nebalia ilheoensis Kensley, 1976
- Nebalia kensleyi Haney et Martin, 2005
- Nebalia kocatasi Moreira, Kocak et Katagan, 2007
- Nebalia koreana Song, Moreira et Min, 2012
- Nebalia lagartensis Escobar-Briones et Villalobos-Hiriart, 1995
- Nebalia longicornis Thomson, 1879
- Nebalia marerubri Wägele, 1983
- Nebalia mediterranea Koçak et Moreira, 2015
- Nebalia melanophthalma Ledoyer, 2000
- Nebalia mortoni Lee et Bamber, 2011
- Nebalia neocaledoniensis Ledoyer, 2000
- Nebalia patagonica Dahl, 1990
- Nebalia pseudotroncosoi Song, Moreira et Min, 2012
- Nebalia reboredae Moreira et Urgorri, 2009
- Nebalia schizophthalma Haney, Hessler et Martin, 2001
- Nebalia strausi Risso, 1826
- Nebalia troncosoi Moreira, Cacabelos et Dominguez, 2003
- Nebalia villalobosi Ortiz, Winfield et Chazaro-Olvera, 2011